# Steven Lukes

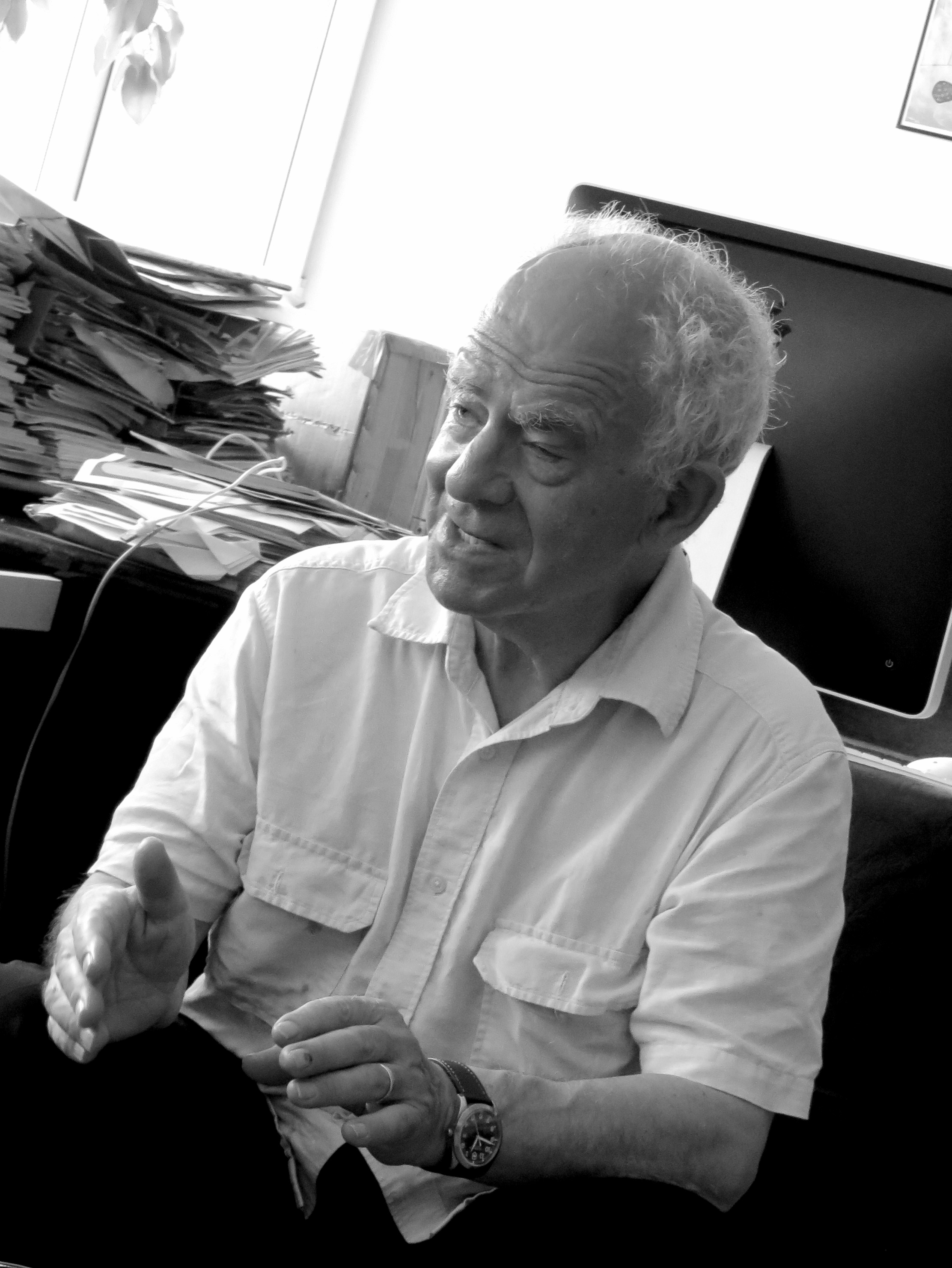
Steven Lukes

Steven Michael Lukes (1941) is een Britse politicoloog en socioloog. Momenteel is hij professor in de politiek en sociologie aan de universiteit van New York. Hij was voorheen professor aan de Universiteit van Siena, het European University Institute (Florence) en de London School of Economics.   

## Academische interesses
De belangrijkste interesses van Lukes zijn politieke en sociale theorie, de sociologie van Durkheim en zijn volgelingen, individualisme, rationaliteit, de categorie van de persoon, marxisme en ethiek, sociologie van moraliteit en nieuwe vormen van liberalisme, variaties van machtsopvattingen, het begrip van macht, de notie van de "goede samenleving", rationaliteit en relativisme, moreel conflict en politiek. 
Hij is lid van de redactie van het European Journal of Sociology en leidt een onderzoeksproject naar wat er nog over is van het socialistische idee in West- en Oost-Europa. 

### De drie dimensies van macht
Een van de academische theorieën van Lukes is die van de 'three faces of power', gepresenteerd in zijn boek, Power: A Radical View. Deze theorie beweert dat macht op mensen op drie manieren wordt uitgeoefend: beslissingsmacht, niet-beslissingsmacht en ideologische macht.
Beslissingsbevoegdheid is de meest openbare van de drie dimensies. Analyse van dit "gezicht" richt zich op beleidsvoorkeuren die blijken uit politieke actie.
Niet-beslissingsbevoegdheid is die welke de agenda bepaalt in debatten en bepaalde kwesties (bijvoorbeeld de verdiensten van het socialisme in de Verenigde Staten) onaanvaardbaar maakt voor discussie in "legitieme" openbare fora. Het toevoegen van dit gezicht geeft een tweedimensionaal beeld van de macht waardoor de analist zowel huidige als potentiële problemen kan onderzoeken, waardoor de focus op waarneembare conflicten wordt uitgebreid naar die typen die openlijk of heimelijk kunnen worden waargenomen.
Ideologische kracht stelt iemand in staat om de wensen en gedachten van mensen te beïnvloeden, en ze zelfs dingen te laten doen die tegengesteld zijn aan hun eigen belang (bijvoorbeeld vrouwen ertoe brengen een patriarchale samenleving te ondersteunen). Lukes biedt deze derde dimensie als een "grondige kritiek" op de gedragsfocus van de eerste twee dimensies. Het is een aanvulling en correctie van de tekortkomingen van eerdere opvattingen, waardoor de analist zowel latente als waarneembare conflicten kan opnemen. Lukes beweert dat een volledige kritiek op de macht zowel subjectieve belangen moet omvatten als de "echte" belangen van degenen die door het politieke proces zijn uitgesloten.

## Geselecteerde werken
- Emile Durkheim: His Life and Work. A Historical and Critical Study (orig. pub. 1972); Penguin Books, 1973.
- Individualisme, New York: Harper & Row, 1973. ISBN 0-631-14750-0
- Power: a Radical View, Macmillan, 1974; Blackwell, 1986.
- Essays in Social Theory, Columbia University Press, 1977.
- Rationality and Relativism, bewerkt met Martin Hollis, Blackwell, 1982.
- Durkheim and the Law, uitgegeven met Andrew Scull, Martin Robertson, 1983.
- Marxism and morality . Clarendon Press, 1985.
- The Category of the Person: Anthropology, Philosophy, History, in samenwerking met M. Carrithers en S. Collins. Cambridge University Press, 1985.
- Moral Conflict and Politics, Oxford: Clarendon Press, 1991.
- Het essay "Five Fables about Human Rights", in On Human Rights, Susan Hurley en Stephen Shute (eds.), Basic Books, 1993.
- Isaiah Berlin: Tra la filosofia e la storia delle idee. Una conversazione con Steven Lukes (Italiaans), Florence: Ponte alle Grazie, 1994.
- The Curious Enlightenment of Professor Caritat , Verso, 1995.
- Multicultural Questions (ed. Gezamenlijk), 1999.
- Liberals and Cannibals, London: Verso, 2003.
- Power: A Radical View, Londen: Palgrave Macmillan, 2e editie, 2005.
- Moral Relativism, Picador / Macmillan, 2008. ISBN 978-0-312-42719-1